# Плавання на Чемпіонаті Європи з водних видів спорту 2021 — 400 метрів комплексом (жінки)
Змагання з плавання на дистанції 400 метрів комплексом серед жінок на Чемпіонаті Європи з водних видів спорту 2021 відбулися 17 травня.

## Records
|                               | Спортсмен     | Країна   | Час     | Місто          | Дата           |
| ----------------------------- | ------------- | -------- | ------- | -------------- | -------------- |
| Світовий рекорд Рекорд Європи | Катінка Хоссу | Угорщина | 4:26.36 | Ріо-де-Жанейро | 6 серпня 2016  |
| Рекорд чемпіонату             | Катінка Хоссу | Угорщина | 4:30.90 | Лондон         | 16 травня 2016 |

## Результати[1]

### Попередні запливи
| Місце | Заплив | Доріжка | Ім'я                | Країна               | Час     | Примітки |
| ----- | ------ | ------- | ------------------- | -------------------- | ------- | -------- |
| 1     | 2      | 4       | Катінка Хоссу       | Угорщина             | 4:37.42 | Q        |
| 2     | 2      | 2       | Вікторія Міхаливарі | Угорщина             | 4:38.07 | Q        |
| 3     | 1      | 6       | Богларка Капаш      | Угорщина             | 4:40.03 |          |
| 4     | 1      | 4       | Еймі Віллмотт       | Велика Британія      | 4:40.19 | Q        |
| 5     | 2      | 6       | Сюзанна Якабош      | Угорщина             | 4:40.50 |          |
| 6     | 1      | 5       | Іларія Кусінато     | Італія               | 4:40.82 | Q        |
| 7     | 2      | 3       | Аня Кревар          | Сербія               | 4:41.14 | Q        |
| 8     | 2      | 7       | Каталіна Корро      | Іспанія              | 4:43.49 | Q        |
| 9     | 1      | 1       | Зоя Вугельманн      | Німеччина            | 4:43.51 | Q        |
| 10    | 2      | 5       | Сара Франкечі       | Італія               | 4:44.65 | Q        |
| 11    | 1      | 3       | Альба Вазкез Руїз   | Іспанія              | 4:45.26 |          |
| 12    | 1      | 2       | Кім Емілі Геркль    | Німеччина            | 4:46.86 |          |
| 13    | 2      | 1       | Кейт Шенаган        | Велика Британія      | 4:47.28 |          |
| 14    | 1      | 7       | Джулія Горік        | Німеччина            | 4:48.36 |          |
| 15    | 2      | 8       | Іман Авдіч          | Боснія і Герцеговина | 5:06.88 |          |

### Фінал[2]
| Місце | Доріжка | Ім'я                | Країна          | Час     | Примітки |
| ----- | ------- | ------------------- | --------------- | ------- | -------- |
| 1     | 4       | Катінка Хоссу       | Угорщина        | 4:34.76 |          |
| 2     | 5       | Вікторія Міхаливарі | Угорщина        | 4:36.81 |          |
| 2     | 3       | Еймі Віллмотт       | Велика Британія | 4:36.81 |          |
| 4     | 5       | Іларія Кусінато     | Італія          | 4:38.08 |          |
| 5     | 6       | Сара Франкечі       | Італія          | 4:40.74 |          |
| 6     | 7       | Аня Кревар          | Сербія          | 4:40.84 |          |
| 7     | 8       | Зоя Вугельманн      | Німеччина       | 4:45.61 |          |
| 8     | 1       | Каталіна Корро      | Іспанія         | 4:46.03 |          |